# Stazione di Piscina di Pinerolo
Stazione di Piscina di Pinerolo vasútállomás Olaszországban, Piscina településen.

## Vasútvonalak
Az állomást az alábbi vasútvonalak érintik:
- Torino–Pinerolo–Torre Pellice-vasútvonal

## Kapcsolódó állomások
A vasútállomáshoz az alábbi állomások vannak a legközelebb:
- Stazione di Airasca (Stazione di Chivasso, Line SFM2)
- Stazione di Pinerolo Olimpica (Stazione di Pinerolo, Line SFM2)